# Югра (присілок)
Югра́ (рос. Югра) — присілок у складі Тарногського району Вологодської області, Росія. Входить до складу Тарногського сільського поселення.

## Населення
Населення — 17 осіб (2010; 29 у 2002).
Національний склад (станом на 2002 рік):
- росіяни — 100 %